# Eleições estaduais no Maranhão em 1960
As eleições estaduais no Maranhão em 1960 aconteceram em 3 de outubro como parte das eleições gerais em nove estados cujos governadores exerciam um mandato de cinco anos. No mesmo dia ocorreu a eleição presidencial.
Formado em Direito na Universidade Federal do Maranhão, o governador Newton Belo foi promotor de justiça em Codó, Cururupu, Rosário e São Luís antes de dirigir a Imprensa Oficial do Maranhão no governo Aquiles Lisboa. Retornou à política após o Estado Novo elegendo-se vereador de São Luís em 1947 pelo PST e por essa agremiação foi eleito suplente do senador Antônio Bayma e deputado estadual em 1950. Seguidor de Vitorino Freire, o acompanhou no reingresso ao PSD elegendo-se deputado federal em 1954 e 1958 passando pela Secretaria de Justiça no governo Matos Carvalho.
Para vice-governador eleito foi Alfredo Duailibe. Médico formado em 1936 na Universidade Federal do Rio de Janeiro especializado em Medicina Esportiva. Professor da Universidade Federal do Maranhão, dirigiu a Instrução Pública, o Serviço de Educação Física e integrou o secretariado do governo Sebastião Archer. Eleito deputado federal pelo PST em 1950, voltou ao PSD no curso do mandato e elegeu-se suplente do senador Vitorino Freire em 1954. Seu último cargo público foi o de superintendente da  Legião Brasileira de Assistência (LBA) do Maranhão.
Em relação aos dois últimos pleitos a vitória de Newton Belo transcorreu sem recursos ao Poder Judiciário e sua posse foi realizada na data prevista. Foi o derradeiro triunfo do grupo vitorinista em disputas envolvendo o Palácio dos Leões embora o pleito de 1962 tenha concedido sobrevida política a Vitorino Freire, aliado do Regime Militar de 1964, tal como José Sarney.

## Resultado da eleição para governador
Os percentuais refletem o total dos votos válidos obtidos pelos candidatos segundo os votos apurados.
| Candidatos a governador do estado | Candidatos a vice-governador | Número | Coligação         | Votos   | Percentual |
| --------------------------------- | ---------------------------- | ------ | ----------------- | ------- | ---------- |
| Newton Belo PSD                   | Ver abaixo -                 | -      | PSD, UDN, PTB, PL | 143.414 | 63,01%     |
| Clodomir Millet PSP               | Ver abaixo -                 | -      | PTN, UDN, PR, PSP | 84.186  | 36,99%     |

## Resultado da eleição para vice-governador
Os percentuais refletem o total dos votos válidos obtidos pelos candidatos segundo os votos apurados.
| Candidatos a vice-governador | Candidatos a governador do estado | Número | Coligação         | Votos   | Percentual |
| ---------------------------- | --------------------------------- | ------ | ----------------- | ------- | ---------- |
| Alfredo Duailibe PSD         | Ver acima -                       | -      | PSD, UDN, PTB, PL | 132.325 | 59,72%     |
| Alexandre Costa PSP          | Ver acima -                       | -      | PTN, UDN, PR, PSP | 89.239  | 40,28%     |